# 2 травня
2 травня — 122-й день року (123-й у високосні роки) в григоріанському календарі. До кінця року залишається 243 дні.

## Свята і пам'ятні дні

### Міжнародні
- Всесвітній день тунця.
- Всесвітній день скрапбукінгу.
- День немовляти.
- День тхора.

### Національні
- Польща: День прапора.
- Іспанія: День Мадрида.
- М'янма: День селян.
- Індонезія: День освіти.
- Ізраїль: Національне свято Ізраїля. День Незалежності (1948)
- США: День шоколадного трюфеля.

### Професійні
- Іран: День вчителя.

### Неофіційні
- Міжнародний День Гаррі Поттера.

### Релігійні

#### Християнство
- День Святого Атанасія Великого, Отця і Учителя Християнської Церкви.
- День Блаженної Сандри Сабаттіні.

Православні:
- Святителя Афанасія Великого, архієпископа Олександрійського.
- Перенесення мощей благовірних князів страстотерпців Бориса і Гліба, у святому хрещенні Романа і Давида.
- Святителя Афанасія, патріарха Царгородського, Лубенського, чудотворця.
- Мучеників Єспера і Зої та дітей їх Киріака і Феодула.
- Благовірного і рівноапостольного царя Бориса, у святому хрещенні Михаїла, який прийняв хрещення зі своїм народом у ІХ столітті.

### Іменини
✝  Католицькі:
✙ Православні: Афанасій, Борис, Гліб

## Події
- 1312 — Папа Римський Климент V передав майно тамплієрів Ордену госпітальєрів
- 1611 — опубліковано першу офіційно санкціоновану англомовну версію Біблії — «Біблію короля Якова» (KJV, King James Version)
- 1668 — Перший Аахенський мир, укладений між Францією й Іспанією
- 1817 — в Одесі заснували Рішельєвський ліцей
- 1848 — у Львові створили першу українську політичну організацію — Головну Руську Раду
- 1892 — в Києві запустили електричний трамвай, перший у Російській імперії
- 1945 — командувач оборони Берліна Гельмут Вейдлінг підписав наказ про капітуляцію
- 1980 — з візиту в столицю Заїру Кіншасу почалася перша в історії Ватикану поїздка Папи Римського (Івана Павла II) до Африки
- 1982 — під час Фолклендської війни британська атомна субмарина потопила аргентинський крейсер «Генерал Бельграно». 323 загиблих
- 1986 — перемігши Атлетіко (Мадрид)" 3:0, «Динамо (Київ)» завойовує Кубок Кубків 1985/86
- 2011 — за твердженням адміністрації США, цієї ночі в ході таємної операції американського спецназу, проведеної в місті Абботтабад (Пакистан), був убитий Осама бен Ладен.
- 2014 — Протистояння в Одесі 2 травня 2014: внаслідок нападу проросійських активістів на проукраїнський марш та пожежі в одеському Будинку профспілок загинуло 48 людей

## Народились

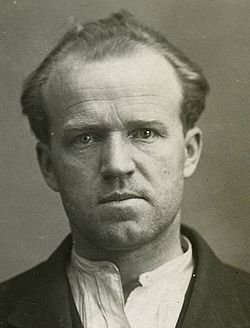
Юрій Тютюнник

Дивись також Категорія:Народились 2 травня
- 1579 — Токуґава Хідетада, другий сьоґун сьоґунату Едо.
- 1602 — Атанасій Кірхер, німецький учений-енциклопедист і винахідник, священник-єзуїт.
- 1660 — Алессандро Скарлатті, італійський композитор, родоначальник неаполітанської оперної школи. Батько композиторів Доменіко Скарлатті та П'єтро Філіппо Скарлатті.
- 1772 — Новаліс, німецький письменник, поет, містик. Один з чільних представників німецького романтизму.
- 1859 — Джером Клапка Джером, англійський письменник.
- 1876 — Мирон Кордуба, український вчений, публіцист, історик, письменник.
- 1877 — Володимир Лучицький, український геолог і петрограф.
- 1888 — Микола Вілінський, український композитор, двоюрідний брат співачки Ксенії Держинської та музикознавця Олександра Оссовського.
- 1891 — Юрко Тютюнник, український військовий діяч, генерал-хорунжий Армії УНР, один з ініціаторів та керівників Зимових походів УНР.
- 1928 — Леопольд Ященко, український музикознавець, фольклорист, диригент, композитор.
- 1933 — Галина Гаркавенко, українська художниця-графік.
- 1933 — Леонід Каневський, радянський кіноактор.
- 1942 — Жак Рогге, 8-й президент Міжнародного олімпійського комітету (2001—2013).
- 1946 — Леслі Гор, співачка, авторка хіта «It's My Party» (*1947).
- 1975 — Девід Бекхем, англійський футболіст.
- 1988 — Олександр Тодорчук, український громадський діяч та підприємець.
- 1993 — Кизило Андрій Олександрович, майор ЗСУ, Герой України.
- 2015 — Шарлотта, принцеса Уельська, правнучка королеви Єлизавети II.

## Померли

Іван Терлецький

Дивись також Категорія:Померли 2 травня
- 1519 — Леонардо да Вінчі, італійський художник, архітектор, інженер і вчений.
- 1857 — Альфред де Мюссе, французький поет, драматург і прозаїк, представник пізнього романтизму.
- 1900 — Іван Айвазовський, український живописець-мариніст вірменського походження
- 1980 — Євген Дроб'язко, український перекладач.
- 1986 — Валерій Польовий, український композитор.
- 2005 — Роберт Лорн Гантер, канадський журналіст, екологіст, енвайронменталіст, співзасновник і перший президент «Грінпіс».
- 2011 — Осама бен Ладен, лідер терористичної організації «Аль-Каїда».
- 2011 — Леонід Абалкін, радянський економіст, у 1989—1991 заступник голови уряду СРСР, автор програми економічних реформ.
- 2013 — Джефф Ганнеман, гітарист та один із засновників американського треш-метал гурту Slayer.
- 2015 — Іван Терлецький, вояк УПА, політв'язень.
- 2022 — Даниїл Сафонов, офіцер патрульної поліції України, учасник російсько-української війни. Герой України (посмертно).